# Leucocoryne rungensis
Leucocoryne rungensis är en amaryllisväxtart som beskrevs av Pierfelice Ravenna. Leucocoryne rungensis ingår i släktet Leucocoryne och familjen amaryllisväxter. Inga underarter finns listade i Catalogue of Life.